# Mệnh lệnh hoa hồng
Mệnh lệnh hoa hồng là một bộ phim truyền hình được thực hiện bởi Đài Truyền hình Thành phố Hồ Chí Minh cùng Hãng phim Gia Đình Việt do Võ Thanh Hòa làm đạo diễn. Phim phát sóng lúc 19h00 từ thứ 4, 5 và Chủ Nhật hàng tuần bắt đầu từ ngày 6 tháng 10 năm 2010 và kết thúc vào ngày 25 tháng 2 năm 2011 trên kênh HTV7.

## Nội dung
Mệnh lệnh hoa hồng xoay quan nhóm tứ quái gồm bốn người nổi tiếng thông minh nhưng vô cùng nghịch ngợm của lớp học 11A1 trường Ngân Hà: Bảo (Lưu  Hoàng Gia Bảo), Sơn (Đinh Ứng Phi Trường), Thủy (Ninh Dương Lan Ngọc) và  Hoà Hải (Ngọc Phước). Một ngày nọ, cả nhóm nhận được “mật lệnh hoa hồng” do thủ lĩnh Hoa Hồng ký tên, đề nghị họ điều tra về một vụ án trong lớp học...

## Diễn viên
- Lưu Hoàng Gia Bảo trong vai Bảo[2]
- Ninh Dương Lan Ngọc trong vai Thủy[3]
- Đinh Ứng Phi Trường trong vai Sơn[4]
- Ngọc Phước trong vai Hoà Hải
- Nguyệt Ánh trong vai Cô Kim
- Lương Thế Thành trong vai Thầy Nhân
- Ngân Quỳnh trong vai Cô hiệu phó

Và một số diễn viên khác...

## Ca khúc trong phim
Bài hát trong phim là ca khúc "Mỗi người một đôi tay" do Quang Huy, Hamlet Trương đồng sáng tác và Đinh Ứng Phi Trường thể hiện.

## Tranh cãi
Tại thời điểm phim phát sóng, diễn viên Gia Bảo đã quyết định ngừng vai không đến phim trường để hoàn thành những phân đoạn cuối vì cho rằng mình bị đoàn làm phim nợ tiền cát-xê. Theo nguồn tin hậu trường, lý do dẫn đến chuyện này được cho một phần là vì nam diễn viên thường xuyên trễ giờ hoặc hủy lịch quay khiến tiến độ phim bị chậm.